# Буур, Оскар
Оскар Буур (дат. Oskar Buur; 31 марта 1998 года, Сканнерборг, Дания) — датский футболист, защитник клуба «Люнгбю».

## Клубная карьера
Оскар начинал свою карьеру в местной команде «Сканнерборг». В 2012 году перешёл в академию «Орхуса». С 16 лет тренируется с основным составом. 25 февраля 2015 года подписал с клубом профессиональный контракт на два года. 15 марта 2015 года дебютировал в первом датском дивизионе в поединке против «Академиск». Игрок вышел в стартовом составе и провёл на поле весь матч. В дебютном сезоне выходил на поле в восьми поединках.
В сезоне 2015/16 Орхус вернулся в датскую Суперлигу, а Оскар пропустил большую часть сезона из-за травм. Однако 23 октября 2015 года ему удалось дебютировать в главном первенстве в поединке против «Хобро», выйдя на замену на 83-й минуте вместо Александра Андерсена.

## Карьера в сборной
Активно вызывается в юношеские сборные Дании различных возрастов. Принимал участие в квалификационных и элитных отборочных раундах к юношеским чемпионатам Европы, однако в финальные раунды не выходил.